# Рутенийцирконий
Рутенийцирконий — бинарное неорганическое соединение
циркония и рутения
с формулой ZrRu,
кристаллы.

## Получение
- Сплавление стехиометрических количеств чистых веществ:

{\displaystyle {\mathsf {Zr+Ru\ {\xrightarrow {2130^{o}C}}\ ZrRu}}}

## Физические свойства
Рутенийцирконий образует кристаллы
кубической сингонии, пространственная группа P m3m, параметры ячейки a = 0,3253 нм, Z = 1,
структура типа хлорида цезия CsCl
.
Соединение конгруэнтно плавится при температуре 2130°C  (2123°C )
и имеет область гомогенности 48÷52 ат.% циркония .